# 민탕역
민탕역(珉湯驛)은 조선민주주의인민공화국 량강도 김정숙군 신상리에 위치한 북부내륙선의 철도역이다.

## 역명 유래
조선 시대에 약탕관을 만들던 마을이라 하여 '민탕리'라는 지명이 유래되었다. 본래 함경북도 삼수군 신농면 민탕리였다가 1914년에 강진면 민탕리로, 1943년에 신파면 민탕리로 변경되었다. 광복 직후에 삼수면 민탕리로 되었다가, 1952년에 신파군 신상리에 편입되며 폐지되었다.

## 연혁
- 1987년 11월 27일[2] : 운봉 - 자성, 후주청년 - 혜산청년 구간 개통과 함께 영업 개시[3][4]